# Rodolfo Dieseldorff
Rodolfo Dieseldorff, négociant et propriétaire terrien, a été le premier Allemand à arriver au Guatemala[Information douteuse], vers 1863, qui a apporté de nouvelles influences et de changements notables dans le commerce et la culture architecturale du lieu.

## Biographie
Rodolfo Dieseldorff est né au milieu du XIXe siècle et mort dans les années 1940. À la fin de sa longue carrière à voyager sur les mers, Rodolfo Dieseldorff choisi Gualán, dans la région de Zacapa, au Guatemala. Il a expérimenté  la culture de coton, mais les fléaux agricoles lui ont fait perdre ses récolte et l'ont forcé à chercher d'autres solutions, comme un nouveau projet dans le commerce, ce qui le conduit à Alta Verapaz, où il s'installe. À la suite de l'envoi d'une lettre enthousiaste en Allemagne, il a provoqué l'expatriation d'une vague d'Allemands vers le Guatemala. Plus tard, il invite toute sa famille à vivre au Guatemala.
Les descendants de sa famille ont encore plusieurs exploitations agricoles en Alta Verapaz où le café est toujours cultivé.